# Ruoutetjejaure
Ruoutetjejaure eller Ruovdatjjávrrie är en sjö i Sorsele kommun i Lappland och ingår i Umeälvens huvudavrinningsområde. Sjön har en area på 0,0877 kvadratkilometer och ligger 707,4 meter över havet. Ruoutetjejaure ligger i Vindelfjällen Natura 2000-område. Kungsleden passerar sjön. Aigertstugan ligger några hundra meter söder om sjön.

## Delavrinningsområde
Ruoutetjejaure ingår i det delavrinningsområde (731622-151457) som SMHI kallar för Mynnar i Tjulån. Medelhöjden är 630 meter över havet och ytan är 6,13 kvadratkilometer. Räknas de 2 avrinningsområdena uppströms in blir den ackumulerade arean 24,09 kvadratkilometer. Vattendraget som avvattnar avrinningsområdet har biflödesordning 4, vilket innebär att vattnet flödar genom totalt 4 vattendrag innan det når havet efter 407 kilometer. Avrinningsområdet består mestadels av skog (87 procent). Avrinningsområdet har 0,09 kvadratkilometer vattenytor vilket ger det en sjöprocent på 1,4 procent.